# Auguste de Leuchtenberg
Titre
Prince consort de Portugal
26 janvier – 28 mars 1835
(2 mois et 2 jours)
Auguste Charles Eugène Napoléon de Beauharnais, né à Milan le 9 décembre 1810 et mort à Lisbonne le 28 mars 1835, fut le premier époux de la reine Marie II et prince consort du royaume de Portugal de janvier 1835 jusqu'à sa mort deux mois plus tard. Il fut également le deuxième duc de Leuchtenberg à partir de 1824 et le prince d'Eichstätt jusqu'en 1833. Il était le fils aîné du prince Eugène de Beauharnais, fils adoptif de Napoléon Ier, et de son épouse la princesse Augusta de Bavière.

## Famille
Fils d'Eugène de Beauharnais, vice-roi d'Italie, beau-fils de l'empereur des Français et roi d'Italie Napoléon Bonaparte,  il était le petit-fils de l'impératrice Joséphine de Beauharnais, première épouse de Napoléon et par extension de l'empereur lui-même et du roi Maximilien Ier de Bavière. Il cousine avec tous les princes d'Europe. Il était le frère de l'impératrice du Brésil Amélie de Leuchtenberg, seconde épouse de Pierre Ier, et cousin du futur empereur des Français, Napoléon III.
Il fut éduqué aux principes de l’honneur militaire par son père, Eugène de Beauharnais, et à la moralité catholique par sa mère, la princesse Augusta-Amélie de Wittelsbach. Sa mère, Augusta-Amélie, était la fille du roi de Bavière, Maximilien Ier Joseph, et de la reine Wilhelmine de Hesse-Darmstadt, première épouse du roi de Bavière. Il passa son enfance aux côtés de ses cousins Wittelsbach et passe une partie de sa jeunesse à Munich, capitale du royaume de Bavière.
En 1826, dans le cadre de l'indemnisation des anciens colons français par la République d'Haïti, et en tant qu'héritiers de François et Alexandre de Beauharnais, planteurs esclavagistes de Saint-Domingue, Auguste et et ses frères et sœurs touchent chacun la somme de 15 200 francs or, en dédommagement de la perte des biens familiaux, à la suite de la Révolution haïtienne,.

## Biographie

### Passage au Brésil
Après le mariage par procuration avec Pierre Ier, Amélie insista pour que son frère l'accompagne lors de son voyage au Brésil. Auguste n'entendait pas accéder au désir de la nouvelle impératrice, mais fut poussé par sa mère à se rendre à la cour de Rio de Janeiro. Avant de partir, le jeune homme, qui n’avait pas encore atteint l’âge de la majorité, laissa son testament.
Sur le sol brésilien, il s'installe au palais impérial de Saint-Christophe et devient très proche de son beau-frère. Dans une charte datée du 5 novembre 1829, dom Pedro Ier accorda à Auguste, en tant que prince d'Eichstätt et duc de Leuchtenberg, le droit au traitement d’Altesse royale sur l'ensemble du territoire national. Dans une lettre impériale datée du même jour, l'empereur Pedro lui octroya le titre de duc de Santa Cruz, avec le traitement d’Altesse impériale.

### Retour en Europe et mariage avecMarieII
Quand Pierre revint au Portugal pour restaurer sa fille Marie sur le trône, Auguste retourna en Bavière chez ses parents. Après avoir reconquis le trône de Portugal pour sa fille, la reine Marie II, Pierre Ier, empereur du Brésil et roi de Portugal, en qualité de Pierre IV, désigna le prince Auguste comme époux de la jeune reine portugaise pour les qualités vérifiées lors de son séjour au Brésil, quand il accompagnait sa sœur Amélie, seconde épouse de l'empereur.
Répondant au désir de son beau-frère, Auguste épouse par procuration la reine Marie II de Portugal, belle-fille de sa sœur, le 1er décembre 1834, et en réalité, à la cathédrale de Lisbonne, le 26 janvier 1835.
Par l'une de ces coïncidences que les consanguinités royales de l'époque privilégiaient, la grand-mère d'Auguste, l'impératrice des Français Joséphine, et la tante de Marie II, l'impératrice des Français Marie-Louise, sœur de l'impératrice du Brésil Marie-Léopoldine d'Autriche, avaient été mariées à l'empereur Napoléon Ier (ce qui veut dire que le fils du beau-fils de Napoléon avait épousé la fille de la belle-sœur de Napoléon).
Auguste devint maréchal de l'armée portugaise et pair du Royaume, prenant place à la Chambre haute quelques jours après le mariage.

### Mort
Auguste décéda le 28 mars 1835 au Palácio das Necessidades, à Lisbonne, après seulement deux mois de mariage et sans avoir réussi à avoir d'enfant avec la reine. Sa mort soudaine et à un si jeune âge provoqua une grande agitation populaire à Lisbonne, car le bruit courait que le prince-consort avait été empoisonné. Cependant, dans une lettre adressée à la duchesse Augusta-Amélie, Fanny Maucomble, décrivit l'évolution rapide de la maladie d'Auguste :
« ... Il me semble que le prince avait commencé à souffrir d'un léger mal de gorge le vendredi 20. Il n'avait rien dit, ne donnant pas d'importance au fait. Contrairement à moi, nous savions à quel point il se souciait peu de sa santé ... Dimanche, il partit vers 7 heures du matin pour marcher et tirer au fusil dans un petit parc autour d’Ajuda. Il faisait très froid, car dans ce pays au printemps, les matinées et les nuits sont froides et donc dangereuses.  
Il revint pour le déjeuner à 10 heures et ne dit rien à propos de son mal au larynx, qui le tourmentait. Une heure plus tard, il se rendit chez la reine à Campo Grande, où se déroulaient des courses de chevaux. Il faisait chaud, avec un soleil très fort. Ils restèrent dans la voiture découverte, au même endroit pendant plus d'une heure afin de regarder les courses. À son retour, le prince souffrait encore plus, mais dîna et souhaita jouer au billard avec la reine; cependant, il fut obligé d’aller s’aliter. Tout le monde lui conseilla d'appeler un médecin, mais il fut impossible à convaincre. Le comte Mejan et l'impératrice le prêchèrent de mettre les pieds dans l'eau et d'appliquer des compresses de moutarde. Il refusa. Enfin, lundi, il consentit à parler à un médecin. Celui-ci appliqua 24 sangsues à sa gorge ... »
« Après plusieurs autres tentatives et ne voyant aucun succès, d'autres médecins furent appelés. L'état du patient était extrêmement grave. La nuit fut calme, mais le matin du 28, les médecins appelèrent l'impératrice afin de l’avertir que, malheureusement, il n’y avait plus d'espoir et qu’il fallait préparer l'esprit de la reine. »
« L'impératrice fournit un prêtre qui donna les sacrements, qu'il reçut à midi. Puis il leur dit au revoir avec beaucoup de courage, parla longuement à la reine et fit la même chose à l'impératrice. Peu de temps après, il était à l'agonie, et à deux heures, il rendit son dernier souffle dans les bras de la reine et de l'impératrice, qui ne l'avait pas quitté un instant. »
« Le prince causa un grand chagrin, une grande agitation eut lieu dans la ville, car on disait qu'il avait été empoisonné. Cela obligea l'impératrice à le faire autopsier par trois médecins avec une grande précision, et par d’autre médecin : un anglais, un français et un espagnol, demandant l’avis de chacun.
Cet examen prouvera ce que nous savons tous, à savoir que la mort du jeune homme était totalement naturelle et causée uniquement par le fait de ne pas avoir guéri le mal à temps. Ils trouvèrent la gorge, l'œsophage et l'estomac terriblement enflammés… Avant de mourir, le prince avait dit à M. Billing qu'il mourait, mais qu'il était très triste de ne rien pouvoir faire pour le bonheur de la reine et du Portugal. »
Il fut enterré au Panthéon royal de la dynastie de Bragance, au monastère de Saint-Vincent de Fora, à Lisbonne.
Marie II se maria en secondes noces avec le prince Ferdinand de Saxe-Cobourg-Gotha.

## Titres
- 1810-1814 : Son Altesse Impériale Auguste, prince français et prince de Francfort
- 1810-1817 : Son Altesse Impériale Auguste, prince français
- 1817-1824 : Son Altesse Sérénissime le prince Auguste de Leuchtenberg
- 1824-1834 : Son Altesse Sérénissime le duc de Leuchtenberg
- 1834-1835 : Son Altesse Royale le prince Auguste de Portugal

Armoiries d'Auguste duc de Navarre
Armoiries d'Auguste duc de Leuchtenberg
Armoiries d'Auguste duc de Santa Cruz
Armories d'Auguste prince consort de Portugal